# Woro (Kragan)
Woro is een bestuurslaag in het regentschap Rembang van de provincie Midden-Java, Indonesië. Woro telt 3870 inwoners (volkstelling 2010).